# Hétéronormativité

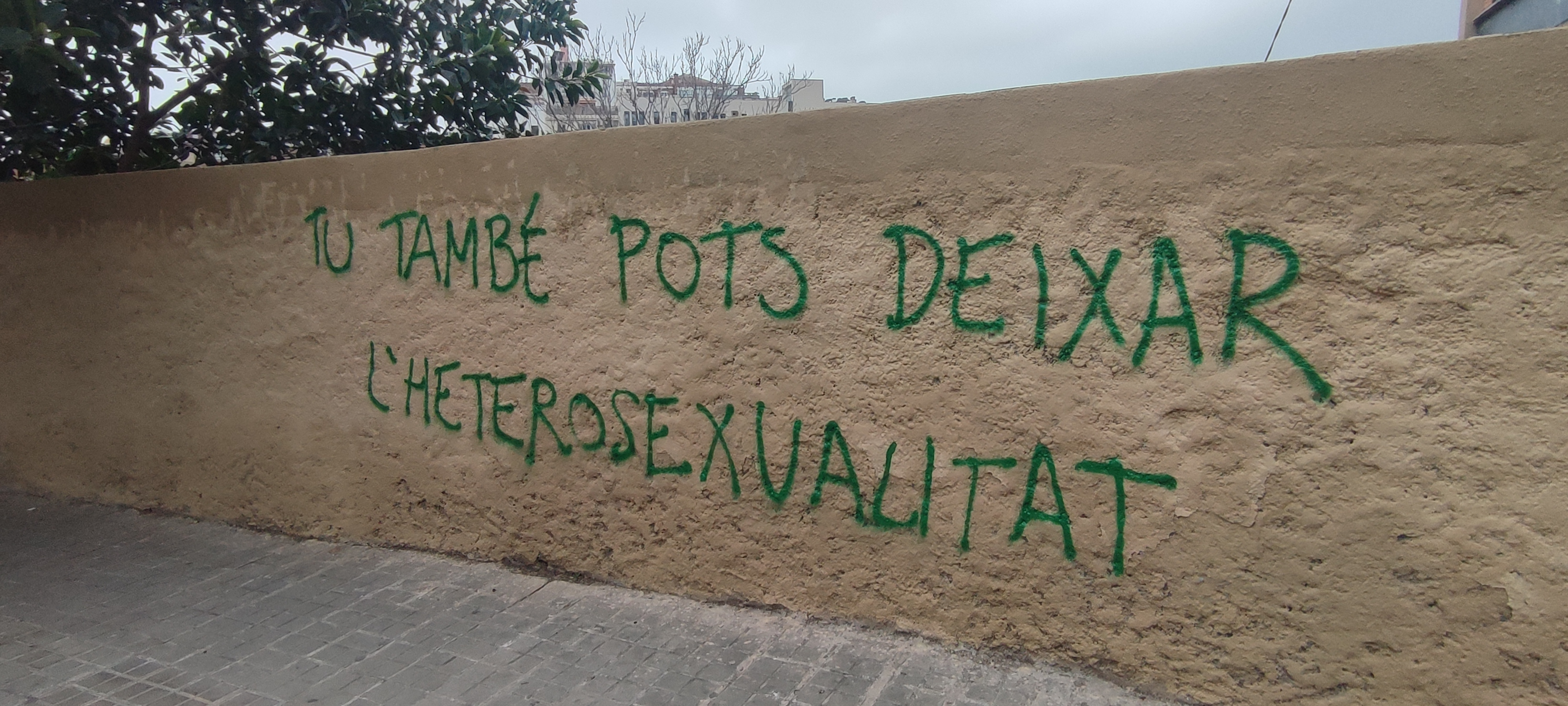
Graffiti en catalan à Barcelone de 2022 contre l'hétérosexualité obligatoire : « Toi aussi tu peux abandonner l'hétérosexualité ».

L'hétéronormativité, aussi appelée hétéronormalité, hétérosexisme, hétérocentrisme, contrainte à l'hétérosexualité, hétérosexualité forcée, hétérosexualité obligatoire ou comphet (en anglais Compulsory heterosexuality), est le système normatif de comportements, de représentations et de discriminations favorisant et naturalisant l'hétérosexualité.
Elle suppose que l'hétérosexualité est la seule orientation sexuelle ou seule norme, et considère que les relations sexuelles et conjugales sont surtout, ou uniquement, faites pour des personnes de sexes opposés. Par conséquent, la vision hétéronormale implique un alignement entre le sexe biologique, la sexualité, l'identité de genre et les rôles de genre.

## Origine des termes

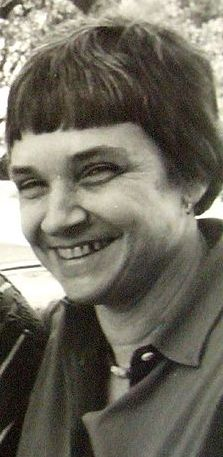
Adrienne Rich, créatrice du concept d'hétérosexualité forcée. Forger cette notion lui permet de critiquer le féminisme de l'époque et de provoquer une alternative, basée sur le lesbianisme.

Adrienne Rich forge le concept de compulsive heterosexuality, traduit par hétérosexualité forcée, hétérosexualité obligatoire ou comphet : pour elle, l'hétérosexualité est une institution politique qui doit être remise en question pour les femmes afin de rompre avec l'impuissance qui y est souvent associée. Elle se base pour ce point de vue sur le fait que la plupart de la littérature féminine est encore sous l'effet de l'hétérosexualité forcée, ce qui constitue un problème majeur pour la communauté LGBT. En effet, soit les personnes LGBT sont entièrement absentes de cette littérature, soit les personnages LGBT sont présentés de manière péjorative, en particulier pour tout ce qui concerne leur écart à la norme hétérosexuelle.
Selon Adrienne Rich, les articles savants rédigés par les auteurs féministes souffrent du même travers d'hétérosexualité forcée : des institutions basées sur la sexualité hétérosexuelle, comme le mariage, et qui sont considérés normales, sont en réalité des socialisations que nous avons intériorisées et reproduites dans nos communautés. Dans une société patriarcale, les individus sont exposés à l'hétérosexualité forcée depuis leur naissance et donc, ceux qui appartiennent à une minorité sexuelle doivent chercher dans leur connaissance de soi par rapport avec la société. L’être humain est souvent classé hétérosexuel jusqu'à preuve du contraire.
Le terme hétérosexisme date de 1971, sous la plume de Craig Rodwell.
Michael Warner a popularisé le terme heteronormativity, traduit en hétéronormalité ou hétéronormativité en 1991, dans l'une des premières œuvres majeures de la théorie queer. Le concept prend ses racines dans la notion du système « sexe/genre » de Gayle Rubin et dans celle de l'hétérosexualité forcée d'Adrienne Rich.
Dans une série d'articles, Samuel A. Chambers encourage à comprendre l'hétéronormativité comme un concept qui révèle les attentes, les exigences et les contraintes qui apparaissent lorsque l'hétérosexualité est considérée comme une norme dans la société,. Conçue à l'origine pour décrire les normes contre lesquelles les non-hétérosexuels luttent, l'hétéronormativité s'est très vite intégrée au débat sur le genre, et la transidentité.

## Aspects de l'hétéronormativité
De nombreux critiques telles que Cathy J. Cohen, Michael Warner, et Lauren Berlant, qualifient les attitudes hétéronormales comme étant oppressives, stigmatisantes et induisant la marginalisation des formes de sexualité et des genres perçus comme « déviants », rendant ainsi l'auto-expression plus difficile lorsque celle-ci ne se conforme pas à la norme,. L'hétéronormativité décrit la façon dont les institutions sociales et politiques renforcent la présomption que les individus sont hétérosexuels et que le genre et le sexe sont naturellement binaires. La culture hétéronormale « privilégie l'hétérosexualité comme normale et naturelle » et favorise un système dans lequel les personnes LGBT sont victimes de discrimination dans le mariage, les impôts, et dans l'emploi. À la suite de Berlant et Warner, les universitaires Timothy Laurie et Hannah Stark font également valoir que la « sphère intime » familiale devient « le non-lieu incontesté qui ancre les débats publics hétéronormaux, particulièrement ceux concernant le mariage et les droits d'adoption ».
Il peut être argumenté que l'hétéronormativité agit de la même manière que le racisme dans la mesure où il favorise la domination d'un groupe sur un autre : tout comme le racisme suppose une supériorité d'une race par rapport à une autre, l'hétéronormativité suppose la supériorité des personnes et relations hétérosexuelles sur les non-hétérosexuelles. Ainsi, l’hétérosexisme favorise des privilèges pour les personnes hétérosexuelles (en tant qu’individus ou en tant que couples) ou perçues comme telles.

### LGBTphobies
L'hétérosexisme en tant qu'ensemble de croyances et d'attitudes repose sur la croyance selon laquelle l'hétérosexualité est la seule norme et donc que l'homosexualité et la bisexualité, pansexualité, asexualité, etc sont des déviances ou des maladies,. Cette croyance est soutenue par des convictions religieuses et morales, des mythes et stéréotypes sur les homosexuels ou l'idée qu'un écart avec ce qui est établi comme « normal » par la culture dominante est mauvais

#### Agressions et discriminations
Les agressions contre des personnes homosexuelles sont alors une forme de contrôle social envers les individus qui dévient de la norme de genre.

Un des effets principaux de l’hétéronormativité est la marginalisation ou l'exclusion sociale des personnes LGBT. Comme l'homophobie, la lesbophobie ou l'homophobie internalisée, l’hétéronormativité fait partie des réalités sociales qui poussent les personnes à cacher leur orientation sexuelle. L'hétéronormativité et ses préjugés peuvent être source de discrimination, harcèlement et violences envers les personnes LGBT, mais également envers les femmes et les hommes indépendamment de leur sexualité, comme l'explique la psychologue Karen Franklin :

« Dans le système hétérosexiste, tout homme qui refuse d'accepter les codes culturels dominants du comportement masculin correct est rapidement étiqueté comme une « chochotte » ou un « pédé » et est sujet à du harcèlement. De la même façon, toute femme qui s'oppose à la domination et au contrôle masculins peut être étiquetée comme lesbienne et attaquée. La possibilité d'être ostracisé en tant qu'homosexuel, indépendamment des attractions et comportements sexuels réels, est une pression sur l'ensemble des gens à se conformer au code étroit du comportement de genre, maintenant et renforçant ainsi la structure hiérarchisée genrée de notre société,. »

Selon l'anthropologue culturelle Gayle Rubin, l'hétéronormativité dans la société courante crée une « hiérarchie sexuelle » qui classe les pratiques sexuelles de « bon sexe » à « mauvais sexe ». La hiérarchie place le sexe monogame entre hétérosexuels comme « bon » et place n'importe quels autres actes sexuels et individus qui n'entrent pas dans ces critères de plus en plus bas jusqu'à atteindre le « mauvais sexe ». Plus précisément, cela place les couples homosexuels engagés dans une relation à long terme et les homosexuels plus versatiles entre les deux pôles. Pour Patrick McCreery, maître de conférences à l'université de New York, cette hiérarchie explique la stigmatisation des homosexuels pour leurs pratiques sexuelles « déviantes » qui sont souvent pratiquées aussi par les hétérosexuels, comme la consommation de pornographie ou les relations sexuelles dans des lieux publics.
McCreery indique que cette hétéronormativité se répercute dans le lieu de travail où les gays, lesbiennes et bisexuels sont discriminés, notamment par des pratiques d'embauche anti-homosexuelles ou via une discrimination qui laisse souvent les individus au "plus bas de la hiérarchie", comme les personnes transgenres, vulnérables à la plus manifeste des discriminations et à l'impossibilité de trouver du travail.
Les candidats à un emploi et les employés peuvent être légalement rejetés ou renvoyés pour être non-hétérosexuels ou perçus comme non-hétérosexuels dans de nombreux pays. Ce fut le cas de la chaîne de restaurant Cracker Barrel, qui a attiré l'attention nationale en 1991 après avoir renvoyé une employée pour être ouvertement lesbienne, invoquant leur politique selon laquelle « les employés avec des préférences sexuelles ne parvenant pas à montrer des valeurs hétérosexuelles normales étaient incompatibles avec les valeurs Américaines traditionnelles. » Les travailleurs tels que cette employée et d'autres, comme les serveurs efféminés (qui auraient été décrits comme étant les vraies cibles), ont été légalement licenciés pour « transgression » d'une culture hétéronormale.
En analysant les liens entre l'hétéronormativité et la discrimination à l'emploi, l'universitaire Mustafa Bilgehan Ozturk a retracé l'impact des pratiques et des institutions patriarcales sur les expériences au travail des employés non-hétérosexuels dans différents contextes en Turquie. Il a démontré de manière plus poussée l'histoire spécifique et la gouvernementalité qui a donné naissance aux préjudices physiques, professionnels et psycho-affectifs contre les minorités sexuelles.

#### Institutions
En plus d'attitudes individuelles, l'hétérosexisme peut également se manifester à travers une institution par des règles ou l'application de règles différentes pour des personnes ou couples hétérosexuels et non-hétérosexuels. Un hôpital, par exemple, peut limiter les visites des patients à la famille proche et exclure de fait le partenaire de même sexe ou une école refuser d’inclure les familles homoparentales dans les événements de la vie de l'établissement ou une bibliothèque refuser ou retirer les livres, films et affiches mentionnant les LGBT.
L'hétérosexisme affecte également la famille. Par exemple, l'interdiction pour les couples homosexuels de se marier peut avoir pour conséquence leur exclusion d'un certain nombre de dispositifs ouverts aux hétérosexuels, comme l'adoption ou la garde d'enfants, certaines allocations sociales, des pouvoirs de procuration, etc.
Ces discriminations atteignent parfois un caractère juridique, par exemple :
- la criminalisation dans certains pays des pratiques homosexuelles, pouvant aller jusqu'à la peine de mort ;
- les majorités sexuelles différentes selon que l'activité sexuelle a lieu entre partenaires de même sexe ou de sexes opposés ;
- l'interdiction pour les personnes homosexuelles d'occuper certaines professions, comme enseignant ou servir dans l'armée ;

### Invisibilisations

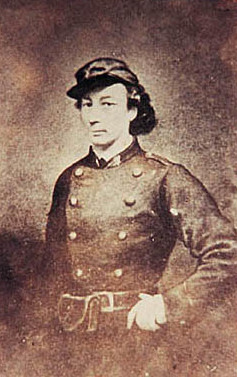
Louise Michel, militante anarchiste française dont de nombreuses biographies présentent ses relations lesbiennes avec Charlotte Vauvelle, Paule Minck et Marie Ferré comme des amitiés.

En érigeant une dichotomie des sexes en norme, l'hétérosexisme rend l'homosexualité culturellement invisible : c'est seulement lorsque des individus adoptent des comportements homosexuels ou perçus comme homosexuels qu'ils deviennent visibles et sont l'objet d'attaques par la société.
L'invisibilisation hétéronormative peut prendre les aspects suivant :
- la croyance que les personnes non hétérosexuelles devraient garder leurs orientations sexuelles privées;
- la censure des thèmes, des réalités et des personnages LGBT dans les œuvres[25] ;
- la fausse représentation de célébrités, artistes et sportifs, figures historiques ou politiques comme des hétérosexuels ou l'occultation de leur homosexualité ou bisexualité[26] ;
- à l’école ou au travail, les homosexuels ou bisexuels sont contraints de ne pas dévoiler leur orientation sexuelle par mention de leur statut civil, relation ou vie de famille tandis que les personnes hétérosexuelles peuvent en parler librement[27],[15].

### Binarisme
Une croyance hétéronormative qui affirme qu'il existe uniquement deux genres : homme et femme et qu'ils sont potentiellement complémentaires. « L'hétérosexisme n'est pas seulement un système de valeur personnel, c'est un outil du maintien de la dichotomie des sexes »,.

### Temporalité hétéronormale
Un sous-ensemble de l'hétéronormativité est le concept de temporalité hétéronormale. Cette idéologie établit que l'ultime but de la vie en société est le mariage hétérosexuel. Les facteurs sociaux influencent les adultes à rechercher un partenaire du sexe opposé pour s'engager dans une union hétérosexuelle, avec pour but d'avoir des enfants par le biais d'une structure familiale nucléaire traditionnelle. Selon la professeure en sociologie Amy T. Schalet, il semble que la majeure partie de l'éducation sexuelle entre parents et enfants aux États-Unis s'articule autour de pratiques d'abstinence seulement, bien que cela diffère dans d'autres parties du monde. De même, Abby Wilkerson, professeure à l'université George Washington, discute de la façon dont les soins de santé et l'industrie pharmaceutique renforcent la vision du mariage hétérosexuel pour promouvoir la temporalité hétéronormale.
Le concept de temporalité hétéronormale s'étend au-delà de mariage hétérosexuel pour inclure un vaste système où l'hétérosexualité est considérée comme une norme, et rien en dehors de ce royaume n'est toléré. Wilkerson explique qu'il dicte les aspects de la vie quotidienne tels que la santé nutritionnelle, le statut socio-économique, les croyances personnelles, et les rôles de genre traditionnels.

## Intersectionnalité

### Racisme
Dans No More Secrets, No More Lies: African American History and Compulsory Heterosexuality, Mattie Udora Richardson expose les autres complexités que les femmes noires rencontrent par rapport à leur identité sexuelle. Selon elle, « toute déviation des normes sociales du mariage, de la domesticité et de la famille nucléaire ont apporté de sérieuses accusations de pathologie, sauvagerie et délinquance pour la population noire » ; de ce fait, les femmes noires, un groupe qui est déjà stigmatisé de plusieurs façons, font face à d'autres pressions exercées par les communautés noires et blanches cherchant hétéronormativité.